# رعن

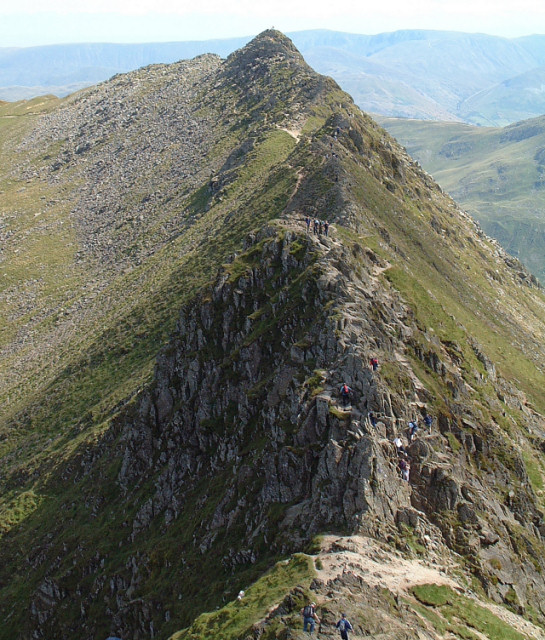
رعن بين واديين.

الرَّعْن هو حيد صخري ضيق يفصل بين واديين. يتشكل عادة عندما يتسبب نهران جليديان في تآكل واديان متوازيان على شكل حرف U.